# Shire of Cue
Shire of Cue is een Local Government Area (LGA) in de regio Mid West in West-Australië. Shire of Cue telde 215 inwoners in 2021. De hoofdplaats is Cue.

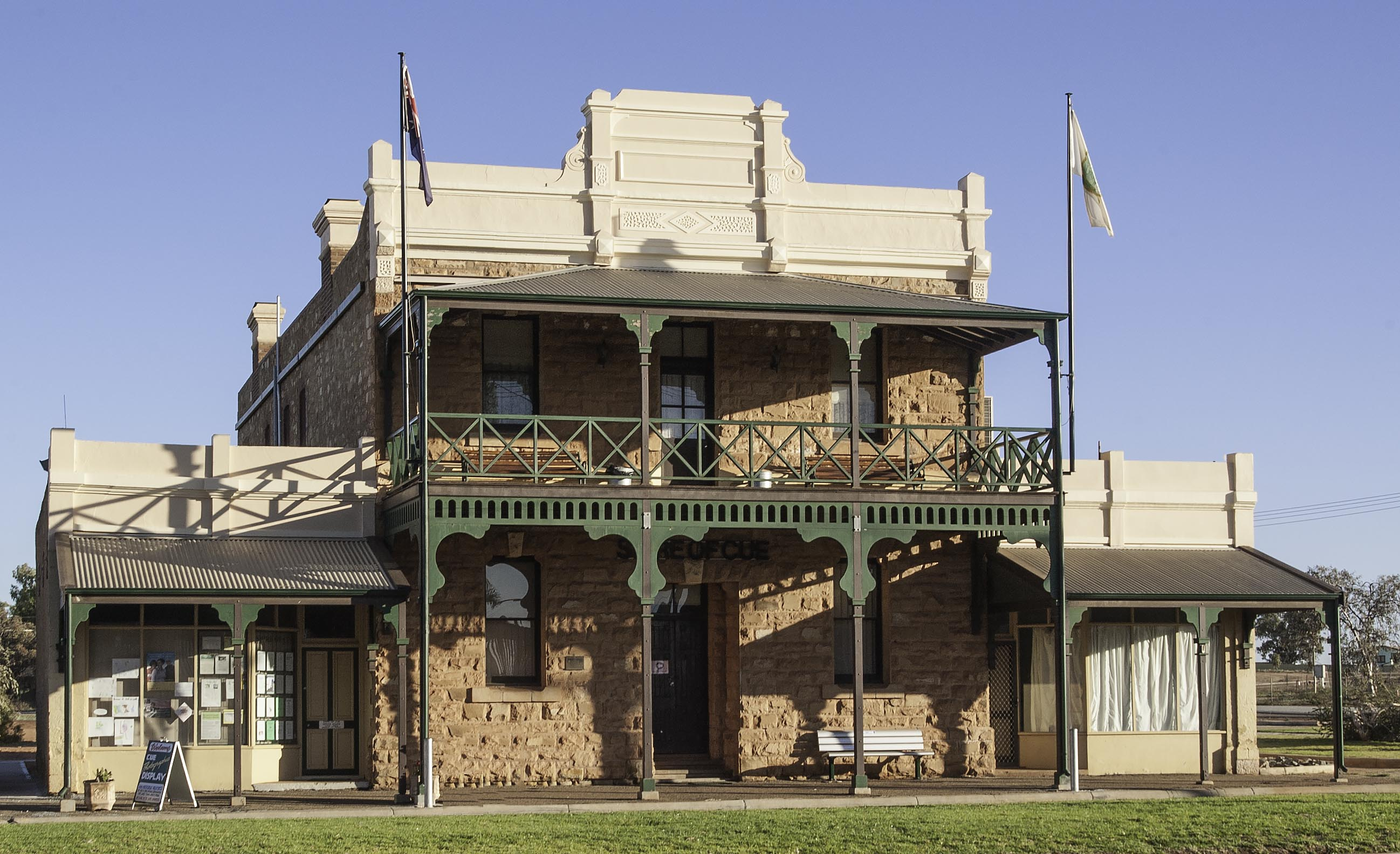
Kantoren Shire of Cue

## Geschiedenis
Op 6 december 1895 werd het 'Cue Road District' opgericht. Ten gevolge de 'Local Government Act' van 1960 veranderde het district van naam en werd op 23 juni 1961 de 'Shire of Cue'.

## Beschrijving
'Shire of Cue' is een district in de regio Mid West. De hoofdplaats is Cue. Het district is ongeveer 13.500 km² groot en 660 kilometer ten noordoosten van de West-Australische hoofdstad Perth gelegen. De belangrijkste economische sectoren zijn de mijnindustrie, de extensieve veeteelt en het toerisme.
Het district telde 215 inwoners in 2021, tegenover 594 in 2001. Ongeveer 20 % van de bevolking is van inheemse afkomst.

## Plaatsen, dorpen en lokaliteiten
- Cue
- Austin
- Big Bell
- Cuddingwarra
- Day Dawn
- Mainland
- Reedy
- Tuckanarra
- Weld Range